# 這個美好世界
《這個美好世界》是富士電視台於2023年7月20日至9月14日播出的週四劇場，由若村麻由美主演。原本由鈴木京香擔任主演，後續因鈴木京香健康原因於5月11日辭演，改由若村麻由美接演女主角。
臺灣由KKTV、Hami Video於2023年7月21日起跟播。

## 劇情簡介
過著平凡日子的家庭主婦，因緣際會下被迫偽裝成為演藝圈的當紅女演員，過上雙重生活。

## 登場人物

### 主要人物
- 浜岡妙子：若村麻由美[2][1][4]

平凡家庭主婦。與當紅女演員・若菜絹代，不論是臉或是聲音都很像。
- 若菜絹代：若村麻由美 [2][1]

當紅女演員。因週刊雜誌的醜聞報導，而去到國外音訊不明。

### 若菜的相關人物
- 水田夏雄：澤村一樹[2]

若菜的丈夫。結婚前是不紅的演員，結婚後更直接成為絹代的小白臉。

### 曼珠沙華
若菜所屬經紀公司。
- 比嘉莉湖：木村佳乃[2]

社長，也是經紀公司創辦人的女兒。
- 西條隼人：時任勇氣[5]

若菜的總經紀人。給予妙子高額報酬來當若菜的替身。
- 室井Cecile：圓井灣[5]

若菜的助理。稱若菜為「惡魔」。支援妙子的雙重生活。
- 桐山：菅原大吉

專務。
- 安原光顯：西村雅彥

副社長。

### 浜岡家
- 浜岡陽一：槙田Sports[2]

妙子的丈夫。把家事都推給她，對她毫不關心。在印刷公司上班。
- 浜岡Akira：中川大輔[5]

妙子的獨生子。與詩乃（健太郎）是高中同學。

### Rabbit Mart
妙子的打工地點。
- 育田詩乃 / 育田健太郎：平祐奈[5]

沒幹勁的新人員工。Akira的熟人。性別認同障礙。
- 淺野真由美：貓背椿

員工。

### 其他人物
- 蒼井螢：永瀨莉子[5]

與Akira相識的學生創業家。IT天才。
- 大木戶Ran：谷田部俊

妙子（若菜）的專屬美髮師。
- 淺野俊德：佐戶井賢太

律師。真由美的丈夫。
- 國東統次郎：堺正章[6]

演藝圈的大佬。被稱為「怪物」的電影導演。乘坐電動輪椅移動。
- 刃月恭介：椎名桔平[7]

暴力團幹部。

## 製作團隊
- 編劇：烏丸マル太
- 配樂：村松崇繼
- 主題曲：小田和正《what's your message?》（Sony Music Labels）
- 導演：平野眞、山内大典
- 製作人：鈴木吉弘、水野綾子
- 制作：富士電視台
- 制作著作：共同電視

## 播出日程
- 第1話加長15分鐘（22:00 - 23:09）。

| 集數                                                                      | 播出日期 | 副標題 | 導演     | 收視率 |
| ------------------------------------------------------------------------- | -------- | ------ | -------- | ------ |
| 第1話                                                                     | 7月20日  |        | 平野眞   | 5.4%   |
| 第2話                                                                     | 7月27日  |        | 平野眞   | 4.0%   |
| 第3話                                                                     | 8月03日  |        | 山内大典 | 4.3%   |
| 第4話                                                                     | 8月10日  |        | 平野眞   | 3.1%   |
| 第5話                                                                     | 8月17日  |        | 山内大典 | 3.6%   |
| 第6話                                                                     | 8月24日  |        | 山内大典 | 3.7%   |
| 第7話                                                                     | 8月31日  |        | 平野眞   | 3.5%   |
| 第8話                                                                     | 9月07日  |        | 山内大典 | 3.5%   |
| 最終話                                                                    | 9月14日  |        | 平野眞   | 3.8%   |
| 平均收視率 3.9%（收視率由Video Research調查關東地區、家戶的即時統計資料） |          |        |          |        |
| 特別篇                                                                    | 9月21日  |        |          | -      |

## 外部連結
- 電視劇官方網站
- 這個美好世界的X（前Twitter）
- 這個美好世界的Instagram帳戶

| 日本 富士電視台 週四劇場                  | 日本 富士電視台 週四劇場                | 日本 富士電視台 週四劇場 |
| ----------------------------------------- | --------------------------------------- | ------------------------ |
|                                           | 這個美好世界 （2023年7月20日－9月14日） |                          |
| 我們之間沒有的 （2023年4月13日－6月22日） | 最喜歡的花 （2023年10月12日－12月21日） |                          |